# Byrrhinus
Byrrhinus är ett släkte av skalbaggar. Byrrhinus ingår i familjen lerstrandbaggar.

## Dottertaxa tillByrrhinus, i alfabetisk ordning[1]
- Byrrhinus amoenus
- Byrrhinus andamanus
- Byrrhinus angustatus
- Byrrhinus antipodium
- Byrrhinus apicalis
- Byrrhinus atricornis
- Byrrhinus atrolucidus
- Byrrhinus binhanus
- Byrrhinus biroi
- Byrrhinus bomansi
- Byrrhinus borneensis
- Byrrhinus boucardi
- Byrrhinus brevior
- Byrrhinus convexus
- Byrrhinus cribrosus
- Byrrhinus curtus
- Byrrhinus densepunctatus
- Byrrhinus dispersus
- Byrrhinus ellypticus
- Byrrhinus euryaspis
- Byrrhinus ferax
- Byrrhinus flavicornis
- Byrrhinus formosanus
- Byrrhinus fuscus
- Byrrhinus goldbachi
- Byrrhinus gracilicornis
- Byrrhinus grandis
- Byrrhinus grossepunctatus
- Byrrhinus hargreavesi
- Byrrhinus hirsutulus
- Byrrhinus hirsutus
- Byrrhinus hulstaerti
- Byrrhinus improcerus
- Byrrhinus inlineatus
- Byrrhinus irregularis
- Byrrhinus jacobsoni
- Byrrhinus latus
- Byrrhinus leleupi
- Byrrhinus leonensis
- Byrrhinus maculatus
- Byrrhinus magnus
- Byrrhinus marginatus
- Byrrhinus maroniensis
- Byrrhinus mimicus
- Byrrhinus misellus
- Byrrhinus monilicornis
- Byrrhinus neoguineensis
- Byrrhinus niger
- Byrrhinus nitidicollis
- Byrrhinus nitidulus
- Byrrhinus noctivagus
- Byrrhinus olibroides
- Byrrhinus orientalis
- Byrrhinus padangus
- Byrrhinus panamensis
- Byrrhinus peguensis
- Byrrhinus plenus
- Byrrhinus pubiventris
- Byrrhinus punctaticeps
- Byrrhinus punctatus
- Byrrhinus punctulatus
- Byrrhinus reitteri
- Byrrhinus rhomboideus
- Byrrhinus rufoapicalis
- Byrrhinus rufus
- Byrrhinus schoutedeni
- Byrrhinus semirufus
- Byrrhinus seydeli
- Byrrhinus sikkimensis
- Byrrhinus subglobosus
- Byrrhinus subregularis
- Byrrhinus subtestaceous
- Byrrhinus tarawakanus
- Byrrhinus testaceicornis
- Byrrhinus testaceipes
- Byrrhinus tschoffeni
- Byrrhinus vatovai
- Byrrhinus vestitus
- Byrrhinus vicinus
- Byrrhinus wittei